# 沖縄県第1区
沖縄県第1区（おきなわけんだい1く）は、日本の衆議院議員総選挙における選挙区。1994年（平成6年）の公職選挙法改正で設置。2002年（平成14年）に一部区割りの見直しが行われた。

## 区域

### 現在の区域
2002年（平成14年）公職選挙法改正以降の区域は以下のとおりである。
- 那覇市
- 島尻郡
  - 渡嘉敷村
  - 座間味村
  - 粟国村
  - 渡名喜村
  - 南大東村
  - 北大東村
  - 久米島町

2000年の国勢調査をもとにした2002年の議員定数是正とそれに伴う区割り見直し（いわゆる4増4減）で沖縄県は人口増加で選挙区が1つ増え4選挙区となった。そのため選挙区域も見直され、那覇市以外の市町村がすべて入れ替えられた。これまで区域だった先島諸島の全域を新設の4区へ移動、かわってこれまで2区だった沖縄本島南部の周辺離島（久米島・慶良間諸島・粟国諸島・大東諸島）が新たな区域となり2003年11月の第43回衆議院議員総選挙から現在の区域で行われている。これによりこの選挙区における那覇市が占める有権者の割合は約75%から大半の約95%となった。

### 2002年以前の区域
1994年（平成6年）公職選挙法改正から2002年の小選挙区改定までの区域は以下のとおりである。
- 那覇市
- 平良市
- 石垣市
- 宮古郡
- 八重山郡

1994年に衆議院の選挙制度が小選挙区比例代表並立制になった際に区割りが制定。従来の中選挙区制では沖縄県は参議院同様県全域を一選挙区とする「沖縄全県区」だったため、国政選挙で初めて複数の選挙区となり3つに分かれた（沖縄県における戦後の国政選挙参加は本土復帰前の1970年の国政参加選挙から）。当時の区域は那覇市と宮古（平良市・宮古郡）・八重山（石垣市・八重山郡）の先島諸島で、導入初の選挙だった1996年10月の第41回衆議院議員総選挙と次の2000年6月の第42回衆議院議員総選挙はこの区域で行われた。

## 歴史
沖縄の中でも那覇市の住人が有権者の大半を占める人口密集区で、沖縄に本社を置く企業労働者も集中している選挙区である。
当初は新進党、公明党と渡った白保台一の地盤としていた選挙区で、那覇市内の創価学会票を手堅く取りまとめ第41回〜43回の衆院選で日本共産党の赤嶺政賢や自由民主党（のち離党し無所属）の下地幹郎らとの競り合いを制して3期連続で当選していた。
しかし、2005年の第44回衆議院議員総選挙では無所属ながら民主党の推薦と沖縄社会大衆党の支持を取り付けた下地が白保を破り議席を獲得。僅差ながら比例重複していなかった白保はそのまま落選した。続く2009年の第45回衆議院議員総選挙でも国民新党に籍を移した下地が自民党の擁立した國場幸之助を振り切り連続当選を果たすも、2012年の第46回衆議院議員総選挙では國場が初当選し、与党（民国連立政権）逆風の煽りを受けた下地は議席を失った。
2014年の第47回衆議院議員総選挙は自民党の党議拘束によって普天間基地の名護市辺野古への移転賛成に転じた國場に対して、これに反対する翁長雄志沖縄県知事は長年この選挙区から出馬していた共産党の赤嶺の支援に回り、翁長の県知事就任を後押しした元自民党の那覇市議会会派の「新風会」、社会民主党、生活の党、沖縄社会大衆党ら保守革新の枠組みを超えた勢力も「オール沖縄」候補として赤嶺の支援を決めた。この結果、赤嶺が國場と維新の党から出馬した下地を破り、小選挙区では初めての当選を果たした。共産党の小選挙区での議席獲得は1996年の第41回衆議院議員総選挙で高知1区の山原健二郎、京都3区の寺前巌が当選して以来18年ぶりで、沖縄選挙区での当選は初めて。なお、赤嶺に敗れた國場と下地も惜敗率によって比例九州ブロックで議席を獲得し、出馬した3人全員が当選している。
沖縄1区を含む沖縄県では公職選挙法違反がたびたび指摘されている。2017年の第48回衆議院議員総選挙では、沖縄1区から出馬した赤嶺は、テレビ東京の取材で、公示前に那覇市内で共産党の街宣車が赤嶺の名を連呼する様子などを（公職選挙法違反の）事前運動にあたるのではないか、と尋ねられると「沖縄では慣例的に、私だけでなく他党の候補もやっている」と答えている。
48回の総選挙は47回の3人に幸福実現党の候補を加えた4人での対決となったが、選挙区は赤嶺が再選し、國場・下地は比例復活により再選。
2021年の第49回衆議院議員総選挙では再び赤嶺・國場・下地の3つどもえ対決となったが、選挙区は赤嶺が再選。國場は比例復活したが、無所属出馬となった下地は議席を失った。
2024年の第50回衆議院議員総選挙では赤嶺・國場・下地に加え参政党が候補者を擁立し4人での戦いとなったが、49回同様、選挙区は赤嶺が再選。國場は自民党の政治資金パーティー裏金事件や、それ以前の統一教会（現在の世界平和統一家庭連合）との関係などをはじめとする数々の不祥事の影響などにより、沖縄県を含め、全国的に支持率や得票率などが低下していたにもかかわらず、比例復活するという結果になるなど善戦した。

## 小選挙区選出議員
| 選挙名                 | 年     | 当選者     | 党派       |
| ---------------------- | ------ | ---------- | ---------- |
| 第41回衆議院議員総選挙 | 1996年 | 白保台一   | 新進党     |
| 第42回衆議院議員総選挙 | 2000年 | 白保台一   | 公明党     |
| 第43回衆議院議員総選挙 | 2003年 | 白保台一   | 公明党     |
| 第44回衆議院議員総選挙 | 2005年 | 下地幹郎   | 無所属     |
| 第45回衆議院議員総選挙 | 2009年 | 下地幹郎   | 国民新党   |
| 第46回衆議院議員総選挙 | 2012年 | 國場幸之助 | 自由民主党 |
| 第47回衆議院議員総選挙 | 2014年 | 赤嶺政賢   | 日本共産党 |
| 第48回衆議院議員総選挙 | 2017年 | 赤嶺政賢   | 日本共産党 |
| 第49回衆議院議員総選挙 | 2021年 | 赤嶺政賢   | 日本共産党 |
| 第50回衆議院議員総選挙 | 2024年 | 赤嶺政賢   | 日本共産党 |

## 選挙結果
時の内閣：第1次石破内閣 解散日：2024年10月9日 公示日：2024年10月15日
当日有権者数：26万3656人 最終投票率：50.76%（前回比：5.13%） （全国投票率：53.85%（2.08%））
| 当落 | 候補者名   | 年齢 | 所属党派   | 新旧 | 得票数   | 得票率 | 惜敗率 | 推薦・支持 | 重複 |
| ---- | ---------- | ---- | ---------- | ---- | -------- | ------ | ------ | ---------- | ---- |
| 当   | 赤嶺政賢   | 76   | 日本共産党 | 前   | 49,838票 | 38.09% | ――     |            | ○    |
| 比当 | 國場幸之助 | 51   | 自由民主党 | 前   | 42,104票 | 32.18% | 84.48% | 公明党推薦 | ○    |
|      | 下地幹郎   | 63   | 無所属     | 元   | 29,615票 | 22.64% | 59.42% |            | ×    |
|      | 和田知久   | 63   | 参政党     | 新   | 9,271票  | 7.09%  | 18.60% |            |      |

時の内閣：第1次岸田内閣 解散日：2021年10月14日 公示日：2021年10月19日
当日有権者数：26万7939人 最終投票率：55.89%（前回比：1.47%） （全国投票率：55.93%（2.25%））
| 当落 | 候補者名   | 年齢 | 所属党派   | 新旧 | 得票数   | 得票率 | 惜敗率 | 推薦・支持                                               | 重複 |
| ---- | ---------- | ---- | ---------- | ---- | -------- | ------ | ------ | -------------------------------------------------------- | ---- |
| 当   | 赤嶺政賢   | 73   | 日本共産党 | 前   | 61,519票 | 42.17% | ――     | 立憲民主党・社会民主党・れいわ新選組・沖縄社会大衆党推薦 | ○    |
| 比当 | 國場幸之助 | 48   | 自由民主党 | 前   | 54,532票 | 37.38% | 88.64% | 公明党推薦                                               | ○    |
|      | 下地幹郎   | 60   | 無所属     | 前   | 29,827票 | 20.45% | 48.48% |                                                          | ×    |

時の内閣：第3次安倍第3次改造内閣 解散日：2017年9月28日 公示日：2017年10月10日
当日有権者数：26万9675人 最終投票率：57.36%（前回比：0.99%） （全国投票率：53.68%（1.02%））
| 当落 | 候補者名   | 年齢 | 所属党派     | 新旧 | 得票数   | 得票率 | 惜敗率 | 推薦・支持                             | 重複 |
| ---- | ---------- | ---- | ------------ | ---- | -------- | ------ | ------ | -------------------------------------- | ---- |
| 当   | 赤嶺政賢   | 69   | 日本共産党   | 前   | 60,605票 | 39.90% | ――     | 社会民主党・自由党・沖縄社会大衆党支援 | ○    |
| 比当 | 國場幸之助 | 44   | 自由民主党   | 前   | 54,468票 | 35.86% | 89.87% | 公明党推薦                             | ○    |
| 比当 | 下地幹郎   | 56   | 日本維新の会 | 前   | 34,215票 | 22.53% | 56.46% | 希望の党推薦                           | ○    |
|      | 下地玲子   | 59   | 幸福実現党   | 新   | 2,594票  | 1.71%  | 4.28%  |                                        |      |

時の内閣：第2次安倍改造内閣 解散日：2014年11月21日 公示日：2014年12月2日
当日有権者数：26万2269人 最終投票率：56.37%（前回比：9.60%） （全国投票率：52.66%（6.66%））
| 当落 | 候補者名   | 年齢 | 所属党派   | 新旧 | 得票数   | 得票率 | 惜敗率 | 推薦・支持                               | 重複 |
| ---- | ---------- | ---- | ---------- | ---- | -------- | ------ | ------ | ---------------------------------------- | ---- |
| 当   | 赤嶺政賢   | 66   | 日本共産党 | 前   | 57,935票 | 39.82% | ――     | 社会民主党・生活の党・沖縄社会大衆党支援 | ○    |
| 比当 | 國場幸之助 | 41   | 自由民主党 | 前   | 53,241票 | 36.59% | 91.90% | 公明党推薦                               | ○    |
| 比当 | 下地幹郎   | 53   | 維新の党   | 元   | 34,328票 | 23.59% | 59.25% | 政党そうぞう推薦                         | ○    |

時の内閣：野田第3次改造内閣 解散日：2012年11月16日 公示日：2012年12月4日
当日有権者数：26万1120人 最終投票率：59.20%（前回比：6.77%） （全国投票率：59.32%（9.96%））
| 当落 | 候補者名   | 年齢 | 所属党派     | 新旧 | 得票数   | 得票率 | 惜敗率 | 推薦・支持         | 重複 |
| ---- | ---------- | ---- | ------------ | ---- | -------- | ------ | ------ | ------------------ | ---- |
| 当   | 國場幸之助 | 39   | 自由民主党   | 新   | 65,233票 | 43.07% | ――     | 公明党推薦         | ○    |
|      | 下地幹郎   | 51   | 国民新党     | 前   | 46,865票 | 30.94% | 71.84% | 民主党推薦         |      |
| 比当 | 赤嶺政賢   | 64   | 日本共産党   | 前   | 27,856票 | 18.39% | 42.70% | 沖縄社会大衆党推薦 | ○    |
|      | 安田邦弘   | 67   | 日本維新の会 | 新   | 11,514票 | 7.60%  | 17.65% | みんなの党推薦     | ○    |

時の内閣：麻生内閣 解散日：2009年7月21日 公示日：2009年8月18日
当日有権者数：25万5502人 最終投票率：65.97%（前回比：1.23%） （全国投票率：69.28%（1.77%））
| 当落 | 候補者名   | 年齢 | 所属党派   | 新旧 | 得票数   | 得票率 | 惜敗率 | 推薦・支持         | 重複 |
| ---- | ---------- | ---- | ---------- | ---- | -------- | ------ | ------ | ------------------ | ---- |
| 当   | 下地幹郎   | 48   | 国民新党   | 前   | 77,152票 | 46.52% | ――     | 民主党推薦         | ○    |
|      | 國場幸之助 | 36   | 自由民主党 | 新   | 63,017票 | 38.00% | 81.68% | 公明党推薦         | ○    |
|      | 外間久子   | 71   | 日本共産党 | 新   | 23,715票 | 14.30% | 30.74% | 沖縄社会大衆党推薦 |      |
|      | 平良成輝   | 40   | 幸福実現党 | 新   | 1,958票  | 1.18%  | 2.54%  |                    |      |

- 國場は第43回で3区から無所属で立候補したが落選。赤嶺は比例九州ブロック単独立候補で当選。

時の内閣：第2次小泉改造内閣 解散日：2005年8月8日 公示日：2005年8月30日
当日有権者数：25万505人 最終投票率：67.20%（前回比：1.50%） （全国投票率：67.51%（7.65%））
| 当落 | 候補者名 | 年齢 | 所属党派   | 新旧 | 得票数   | 得票率 | 惜敗率 | 推薦・支持                     | 重複 |
| ---- | -------- | ---- | ---------- | ---- | -------- | ------ | ------ | ------------------------------ | ---- |
| 当   | 下地幹郎 | 44   | 無所属     | 元   | 72,384票 | 43.78% | ――     | 民主党推薦、沖縄社会大衆党支持 | ×    |
|      | 白保台一 | 63   | 公明党     | 前   | 67,540票 | 40.85% | 93.31% | 自由民主党推薦                 |      |
| 比当 | 赤嶺政賢 | 57   | 日本共産党 | 前   | 23,123票 | 13.98% | 31.94% |                                | ○    |
|      | 上原秀之 | 32   | 無所属     | 新   | 2,307票  | 1.40%  | 3.19%  |                                | ×    |

時の内閣：第1次小泉第2次改造内閣 解散日：2003年10月10日 公示日：2003年10月28日
当日有権者数：24万4189人 最終投票率：65.70%（前回比：8.46%） （全国投票率：59.86%（2.63%））
| 当落 | 候補者名 | 年齢 | 所属党派   | 新旧 | 得票数   | 得票率 | 惜敗率 | 推薦・支持                     | 重複 |
| ---- | -------- | ---- | ---------- | ---- | -------- | ------ | ------ | ------------------------------ | ---- |
| 当   | 白保台一 | 61   | 公明党     | 前   | 58,330票 | 37.05% | ――     | 自由民主党・保守新党推薦       |      |
|      | 下地幹郎 | 42   | 無所属     | 前   | 52,374票 | 33.27% | 89.79% |                                | ×    |
|      | 島尻昇   | 45   | 民主党     | 新   | 27,209票 | 17.28% | 46.65% | 社会民主党・沖縄社会大衆党推薦 |      |
| 比当 | 赤嶺政賢 | 55   | 日本共産党 | 前   | 19,528票 | 12.40% | 33.48% |                                | ○    |

- 島尻は第42回・第44回で2区から立候補したが落選した。
- 下地は自民党に籍を置いたまま無所属で立候補した。

時の内閣：第1次森内閣 解散日：2000年6月2日 公示日：2000年6月13日
当日有権者数：30万2515人 最終投票率：57.24% （全国投票率：62.49%（2.84%））
| 当落 | 候補者名 | 年齢 | 所属党派   | 新旧 | 得票数   | 得票率 | 惜敗率 | 推薦・支持             | 重複 |
| ---- | -------- | ---- | ---------- | ---- | -------- | ------ | ------ | ---------------------- | ---- |
| 当   | 白保台一 | 57   | 公明党     | 前   | 86,255票 | 52.55% | ――     | 自由民主党・保守党推薦 | ○    |
| 比当 | 赤嶺政賢 | 52   | 日本共産党 | 新   | 50,709票 | 30.90% | 58.79% | 沖縄社会大衆党推薦     | ○    |
|      | 前田清貴 | 47   | 自由連合   | 新   | 27,168票 | 16.55% | 31.50% | 社会民主党支持         | ○    |

- 下地は比例九州ブロック単独立候補で当選。

時の内閣：第1次橋本内閣 解散日：1996年9月27日 公示日：1996年10月8日 （全国投票率：59.65%（8.11%））
| 当落 | 候補者名   | 年齢 | 所属党派     | 新旧 | 得票数   | 得票率 | 惜敗率 | 推薦・支持         | 重複 |
| ---- | ---------- | ---- | ------------ | ---- | -------- | ------ | ------ | ------------------ | ---- |
| 当   | 白保台一   | 54   | 新進党       | 新   | 52,975票 | 30.22% | ――     | 社会民主党支持     |      |
| 比当 | 古堅実吉   | 67   | 日本共産党   | 前   | 47,379票 | 27.03% | 89.44% | 沖縄社会大衆党推薦 | ○    |
| 比当 | 下地幹郎   | 35   | 自由民主党   | 新   | 44,488票 | 25.38% | 83.98% |                    | ○    |
|      | 西銘順志郎 | 46   | 自由連合     | 新   | 23,238票 | 13.26% | 43.87% |                    | ○    |
|      | 島尻昇     | 38   | 新党さきがけ | 新   | 7,223票  | 4.12%  | 13.63% | 民主党推薦         | ○    |

- 西銘はのちに第19回参議院議員通常選挙に沖縄県選挙区から自民党公認で立候補し当選した。